# 2MASS J16184503-1321297
2MASS J16184503-1321297 ist ein astronomisches Objekt der Spektralklasse L0 im Sternbild Hercules. Es wurde 2008 von J. Davy Kirkpatrick et al. entdeckt. Seine Position verschiebt sich aufgrund seiner Eigenbewegung jährlich um 0,119 Bogensekunden. 